# Passeig de Recoletos

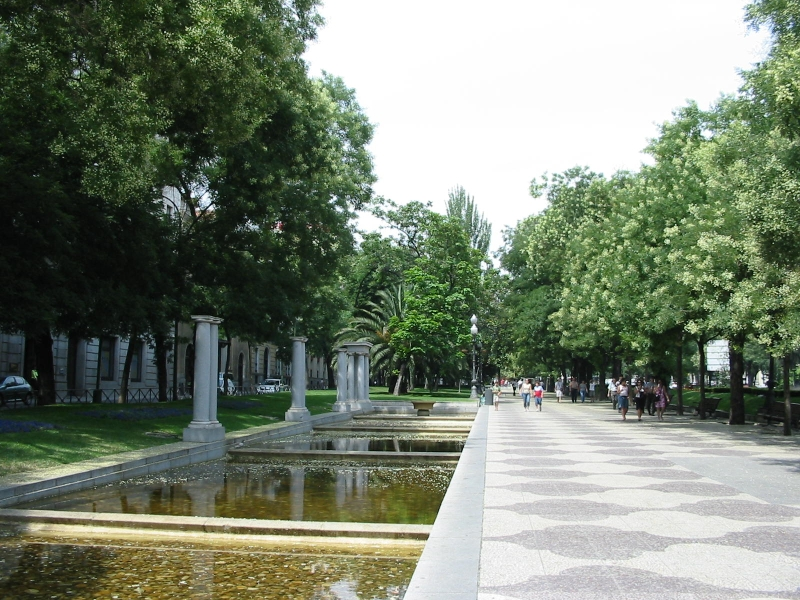
El passeig de Recoletos

El passeig de Recoletos és, malgrat la seva petita longitud (poc més de 500 metres) un dels bulevards principals de Madrid. Va de sud a nord des de la plaça de Cibeles a la plaça de Colón. El passeig forma part de l'eix central de la ciutat que segueix al nord com a passeig de la Castellana, i al sud com a passeig del Prado.

## Cultura i turisme
El Passeig compta amb una important mitjana central per als vianants, repleta de jardins, estàtues, fonts i alguna terrassa com la de l'històric Cafè Gijón. En aquest passeig per als vianants es realitzen els següents esdeveniments: 
- Fira del Llibre Antic i d'Ocasió de Madrid
- Fira d'Artesania
- Fira de Tardor del Llibre Vell i Antic de Madrid
- Cada 27 de març se celebra el Dia Mundial del Teatre col·locant una bufanda blanca a l'estàtua de Valle-Inclán

### Edificis
Els principals edificis que destaquen en el passeig de Recoletos són: 
- El Palau de Linares o Palau del Marquès de Linares, al costat de Cibeles, construït el 1873 per l'arquitecte Carlos Colubí. Actualment és la seu de la Casa d'Amèrica.
- La Casa del Tresor, construïda sobre 1568, alberga des de 1711 la Biblioteca Nacional i el Museu Arqueològic Nacional d'Espanya (en la façana contrària, en el carrer de Serrano).
- El Palau del Marquès de Salamanca, construït entre 1846 i 1855 per l'arquitecte Narcís Pascual i Colomer.
- El convent de Sant Pascual, originari del segle xvii, però demolit i reconstruït en el xix.
- El Palau d'Elduayen, construït entre 1890 i 1895.
- El Palau de la Duquessa de Medina de las Torres, entre 1881 i 1884.
- El Palau de López Dóriga i Salaverria, de l'arquitecte Francisco de Cubas cap a 1872.
- El Palau del Marquès de Alcañices, també conegut com del Duc de Sesto, reconstruït en 1865.